# FADEC

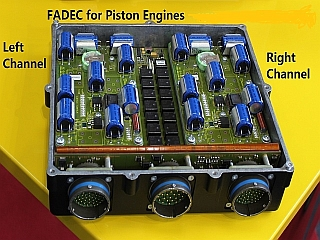
レシプロエンジン用のFADEC

FADEC（ファデック、または、フェデック）とは、デジタルコンピュータを用いて、航空用エンジンの全ての制御を行う制御装置である。
FADECは、Full Authority Digital Engine Control の略であるが、当初は Full Authority Digital Electronics Control の略とされていた。日本語では「全デジタル電子式エンジン制御装置」、「全デジタル式電子制御器」、「デジタル電子制御装置」などと訳されている。
FADECは、制御用デジタルコンピュータを中心に、アクチュエータ、センサ、電源回路などからなるシステムである。FADECは、従来の油圧機械式と比べて高い制御精度を持つことから、燃費を含むエンジン性能の最適化につながるほか、故障診断機能を備えたり、制御機能の追加・変更を行いやすいため、エンジン全体の開発や改良の点でも有利である。
FADECが最初に導入されたのはタービンエンジンの制御で、後に技術が洗練されたことでレシプロエンジンにも用いられるようになった。21世紀現在では軍用・民間用を問わず新たに製造される航空機のFADECは、安全性確保のために冗長性を持った2重系となっている。

## 歴史
航空機用のエンジン制御装置は長い間、油圧機械式のものが使用されていた。これは電気回路の部品の信頼性が十分ではなく、エンジン制御装置の故障が航空機の墜落の危険をはらんでいたために、確実な動作が期待できる油圧機械式が選ばれたためである。油圧機械式では単純な制御しか行えず、航空機の飛行に合わせてエンジンの動力性能を最適化するには航空機関士のような専門の乗員や操縦士自身がエンジン制御を行う必要があり、これらは運用上の負担となっていた。また、エンジン技術そのものが高性能化へと進むに伴って物理的強度や動作温度の実用限界近くで動作させることが求められたが、油圧機械式ではその要求に応えられなかった。
レシプロエンジンでは航空機関士か操縦士が高度に合わせてチョークレバーを操作し混合気を調整していたが、単座戦闘機の性能が向上し飛行高度が頻繁に変わるようになると負担になっていた。1939年にドイツで開発されたBMW 801には「コマンドゲレート」と呼ばれる機械式アナログコンピュータが付属していた。これはパイロットがスロットルレバーを操作するだけで、プロペラピッチ、2段スーパーチャージャーの切り替え、点火時期調整、混合気濃度などが自動調整されるシステムであった。英米にも強い影響を与え、プラット・アンド・ホイットニーは同様の「自動動力制御装置」(Automatic Power Control)/「自動発動機制御装置」(Automatic Engine Control)を開発した。
アナログ式制御装置は、日本でも第二次世界大戦末期に海軍航空技術廠で気化器に代わり試験的に電気的な制御が研究された事がある。当初は操縦士によるスロットルレバーによる機械的な連動機構を介した制御であったが、燃料流量、出力他多くの要素を制御する必要があった。
その後、電子部品の信頼性が向上するとアナログ電気式の制御装置の採用が始まった。1960年代、ロールスロイス 593エンジンにアナログ電気式制御装置が搭載された。
アナログ電気式の制御装置では従来型の油圧機械式に電気回路を付加した構成を採り、まだ信頼性が不足していた電子部品の動作不良時にも従来型の油圧機械式制御装置が基本的なエンジン制御を担えるように考慮され、電気式の制御によって油圧機械式では果たせなかった細かな調整が行えるようになった。
アナログ式からデジタル式に変更されたFADECの登場時には安全性確保のために、従来型でバックアップ用の油圧機械式エンジン制御装置（Backup Control Unit, BCU）も残して置かれた。
1970年代末にはアナログ式制御装置はデジタル式に取って代わられた。NASAとプラット・アンド・ホイットニー社はFADECの実験をF111に追加搭載したTF30エンジンで行い、その結果はF100とPW2000に反映された。PW4000は最初の商用"Dual FADEC"ジェットエンジンである。

## 構成
- ECU（Electronic Control Unit）
- 電気系統（センサー、アクチュエーター、配線類）
- 油圧系統（ポンプ、アクチュエーター、配管類）

21世紀の航空機では、上記の内のECUと電気系統を2重に持つ2重冗長構成になっているが、油圧系統を2重に持つものは少ない。

## 動作
FADECは電気系統によるセンサー類の入力と機体制御システムから求められるエンジン動作状況に基づいて、ECU内部で演算を行い、電気系統や電気系統と通じた油圧系統を電気的に制御信号を出力することでエンジン動作を制御する。具体的にはエンジン回転数やエンジン各部の温度といったセンサー情報と燃料計量弁の開閉度制御、イグニッションユニットの制御、可変静翼アクチュエーターの制御などである。
2重冗長構成になっているFADECでは、通常、1系統がエンジン制御を担当していて、この動作不良時に自動や手動によって待機状態に置かれていたもう1つの系統にエンジン制御が切り替えられる。FADECのECUはウォッチドッグタイマーのような自己診断機能によって常時自己診断されており、多くの場合、自己異常を自ら検知してそれが制御担当状態ならエンジン制御が他方へ切り替えられる。2系統ともが異常となれば機能不全がより少ない系統で制御が行われるようにプログラムされているものもあるが、いずれにしてもあらゆる動作不良に対応できるものではない。2系統の不良でもエンジンは危険な状態にならないように工夫されている。
機体の空力制御を行う機体制御システムでは3重や4重の冗長性を備えるものも珍しくないので、2重までのFADECはそれほど高い冗長性は持っていない。
21世紀の今日では、FADECを機体制御システムと統合することで航空機のさらなる運動性の向上を求めた飛行・推進系統合制御（Integrated Flight and Propulsion Control, IFPC）のシステム開発が進められている。戦闘機では推力偏向ノズルがその具体的な応用例であり、ヘリコプターでも大小ローターの負荷変化の初期段階からエンジン制御を行うことで運動性能向上が意図されている。